# Дивергентна границя
Дивергентна границя (межа) (англ. divergent boundary; нім. Divergenzgrenze f) — в геології — лінійна функція, яка існує між двома тектонічними плитами, які рухаються віддаляючись один від одного. В дивергентній границі переважають деформації розтягування, потужність кори знижена, тепловий потік найпотужніший, і відбувається активний вулканізм.
Якщо така межа утворюється на континенті, то формується континентальний рифт, який пізніше розвивається у рифтову долину, а надалі може перетворитися в океанічний басейн з океанічним рифтом в центрі. Розкол континенту на частини починається з утворення рифту. Кора становиться тонше і розсувається, починається магматизм. Формується протяжна лінійна улоговина глибиною декілька сотень метрів, яка обмежена серією скидів. Після цього можливо два варіанти розвитку подій: або розширення рифта припиняється і він заповнюється осадовими породами, перетворюючись в авлакоген, або континенти продовжують розсуваються і між ними, вже в типово океанічних рифтах, в результаті спредингу, починає формуватися нова океанічна кора.
Магма проривається крізь поверхню і розтікається, поступово заповнюючи собою тріщину між плитами, що розсуваються, утворюючи траппи.
Якщо дивергентна границя розташована під океаном, в результаті розходження плит виникає середино-океанічний хребет — гірське пасмо, утворено внаслідок скупчення речовини в тому місці, де воно виходить на поверхню.
Дивергентні границі також утворюють вулканічні острови.

## Приклади
- Серединно-Атлантичний хребет
- Рифт Червоного моря
- Східно-Африканський рифт
- Західно-Антарктичний рифт
- Рифт Східно-Тихоокеанського підняття
- Тихоокеансько-Антарктичний хребет
- Галапагоське підняття
- Хребет Гаккеля
- Хребет Дослідника

## Інші типи границь плит
- Конвергентна границя
- Трансформаційний розлом